# Карла Маркса (Ростовская область)
Ка́рла Ма́ркса — хутор в Целинском районе Ростовской области.
Входит в состав Юловского сельского поселения.

## Население
| 2010 |
| ---- |
| 239  |

## Улицы
На хуторе имеются две улицы — Верхняя и Мирная.